# Charitosemia
Charitosemia es un  género de lepidópteros perteneciente a la familia Noctuidae. Es originario de África.

## Especies
- Charitosemia albigutta Karsch, 1895
- Charitosemia geraldi Kirby, 1896